# The Best of Led Zeppelin
《The Best of Led Zeppelin》는 2002년 11월 19일에 발매된 레드 제플린의 음반이다. 애틀랜틱 레코드에 의해 발매되었다.

## 평가
| 전문가 평가  | 전문가 평가 |
| 평가 점수    | 평가 점수   |
| 출처         | 점수        |
| ------------ | ----------- |
| Allmusic     | [ 1 ]       |
| Sputnikmusic | [ 2 ]       |